# Umbracle (film)
Umbracle è un film spagnolo del 1970 diretto da Pere Portabella.